# Heilige Birmaan
De heilige Birmaan (ook wel Birmaan) is een huiskattenras, met een licht crèmekleurig lichaam en gekleurde points (kop, poten, staart).
De lichaamsbouw houdt het midden tussen een Perzisch en een Siamees type.
Birmanen verschillen van overige colourpointkatten door hun witte voeten, ook wel handschoenen genoemd.
De vacht is halflang, niet zo lang en dik als van een Perzische kat, en klit niet.
Een van de opvallendste kenmerken van de Birmaan zijn de blauwe ogen.

## De legende

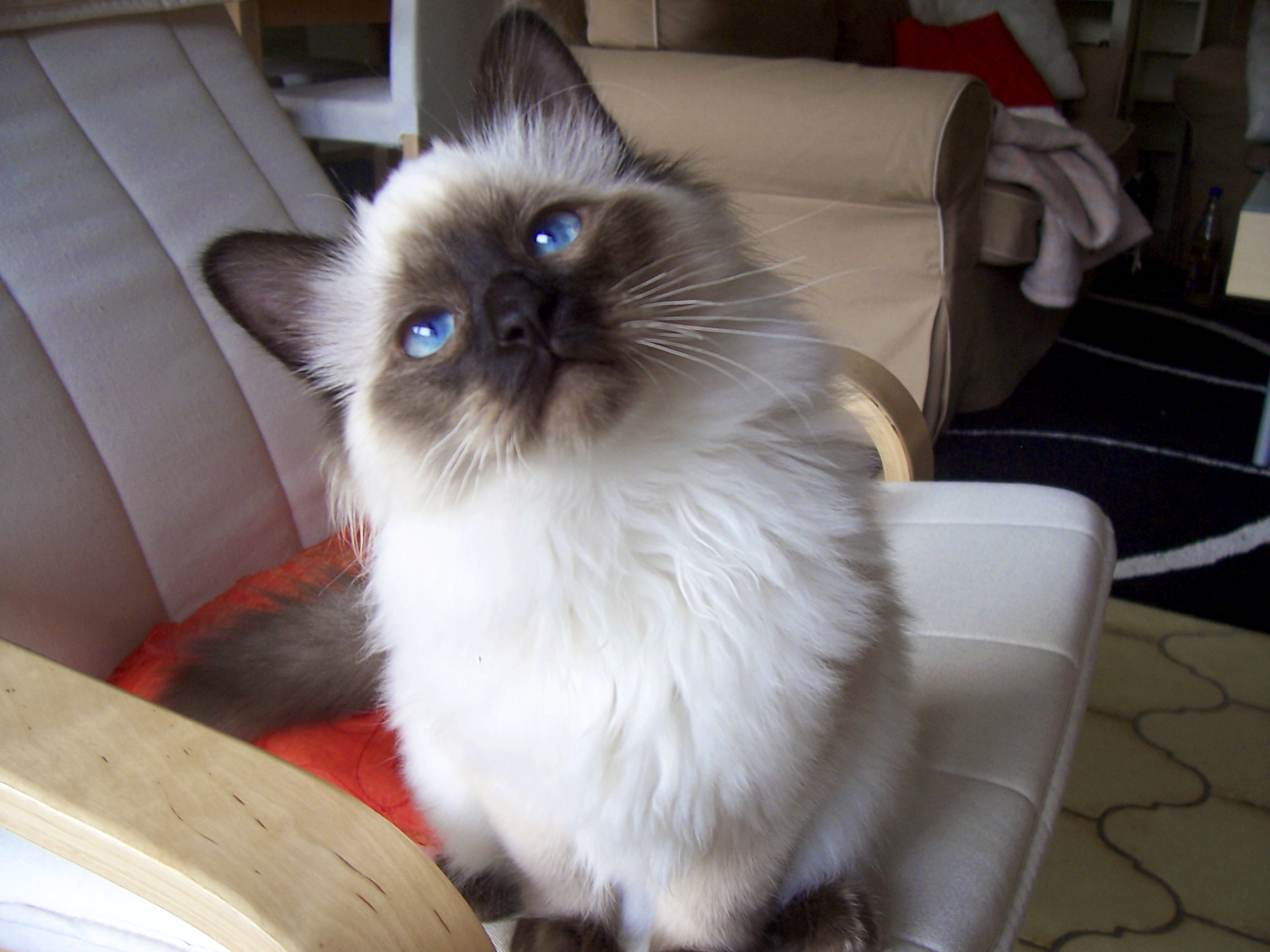
Een heilige Birmaan. Het patroon is duidelijk te zien en helder wit. De grote blauwe ogen zijn een andere herkenbare eigenschap van dit ras.

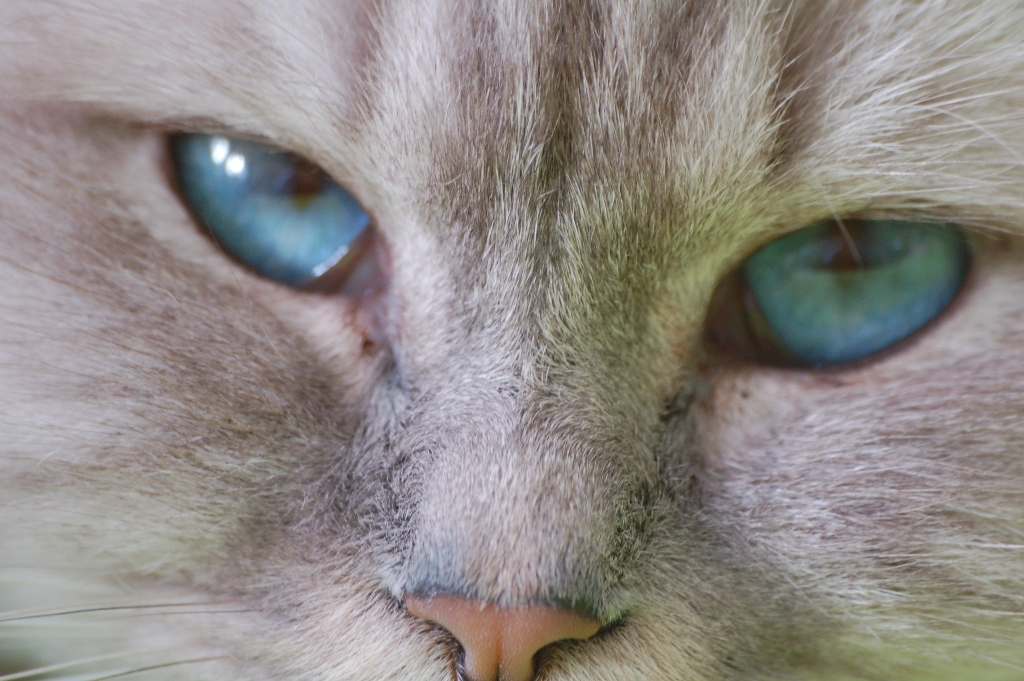
Blauwe ogen

Hoewel de meeste katten wel iets mysterieus hebben zijn er maar weinig rassen die kunnen bogen op een eigen legende.
In het verre verleden woonden er in het mysterieuze Tibet groepen Kittah-priesters die de god Song-Hyo en de godin Tsun Kyan-Kse aanbaden. Om dit in alle rust te kunnen doen en om hun goden te vereren bouwden ze prachtige tempels met bladgoud bedekt en omringd door hoge muren. Deze hoge muren dienden tevens ter bescherming van de in elke tempel aanwezige honderd witte katten. Deze katten speelden een belangrijke rol in de godsdienst van de Kittahs: de priesters die zo puur waren dat hun ziel op aarde niet kon worden gemist lieten na hun dood hun ziel overgaan in zo'n witte kat. In een tempel die gebouwd was op de berg Lugh woonde een priester die Mun-Ha heette en die zo gelovig was dat men beweerde dat de god Song-Hyo zelf zijn gouden baard had gevlochten. Mun-Ha wijdde al zijn gedachten aan de dienst van de godin Tsun Kyan-Kse, de heerseres van de zielsverhuizing. De godin bepaalde welke ziel van de Kittah-priesters het werd toegestaan om opnieuw te leven in een heilig dier en zij bepaalde wanneer de ziel van het heilige dier weer overging in een Kittah-priester. De godin had stralende saffierblauwe ogen, de witte kater Sinh die altijd aan de zijde van Mun-Ha zat wanneer hij mediteerde had goudkleurige ogen; een reflectie van de goudkleurige baard van zijn meester.
Op een kwade nacht werd de tempel overvallen door een bende moordzuchtige Phoums uit Siam en werd Mun-Ha vermoord terwijl hij in standvastige aanbidding voor het beeld van de godin geknield zat. Tot op het laatste moment keek hij in de saffieren ogen van de godin en toen gebeurde het wonder van de zielsverhuizing: Sinh sprong op het hoofd van zijn in elkaar gezakte meester en keek strak in de ogen van de godin. Op dat moment veranderde de oogkleur van Sinh in een even stralend blauw als dat van de godin, zijn witte vacht werd donker aan de poten, staart en oren en hij kreeg een donker masker. Zijn vacht kreeg een goudkleurig zweem. Slechts daar waar zijn poten het hoofd van zijn meester raakten bleef de vacht zuiver wit. Eenmaal draaide Sinh zijn kop om in de richting van de grote toegangspoort van de tempel. De Kittahs volgden zijn blik en slaagden erin de zware bronzen toegangsdeur van de tempel te sluiten zodat de tempel verder onheil werd bespaard.
Zeven dagen lang bleef Sinh in de ogen van de godin kijken en at of dronk niet. Na zeven dagen overleed Sinh en nam hij de ziel van Mun-Ha mee naar Tsun Kyan-Kse.
Weer zeven dagen later verzamelden de priesters zich bij het beeld van de godin om te beslissen wie de opvolger van Mun-Ha moest worden. Alle katten van de tempel kwamen ook naar het beeld: ze hadden allemaal dezelfde gedaantewisseling ondergaan als Sinh.
In diepe stilte gingen de katten om de jongste Kittah-priester heen zitten en zo koos de godin de opvolger van Mun-Ha.
Zo ontstond volgens de legende de Heilige Birmaan: met de ogen van een godin; met een gouden glans die van zowel de godin als van zijn meester kwam en met donkerbruin als symbool voor de onreinheid van de aarde, de laffe moord op het reine maar met witte voeten als symbool van de zuiverheid van de ziel.

## Herkomst

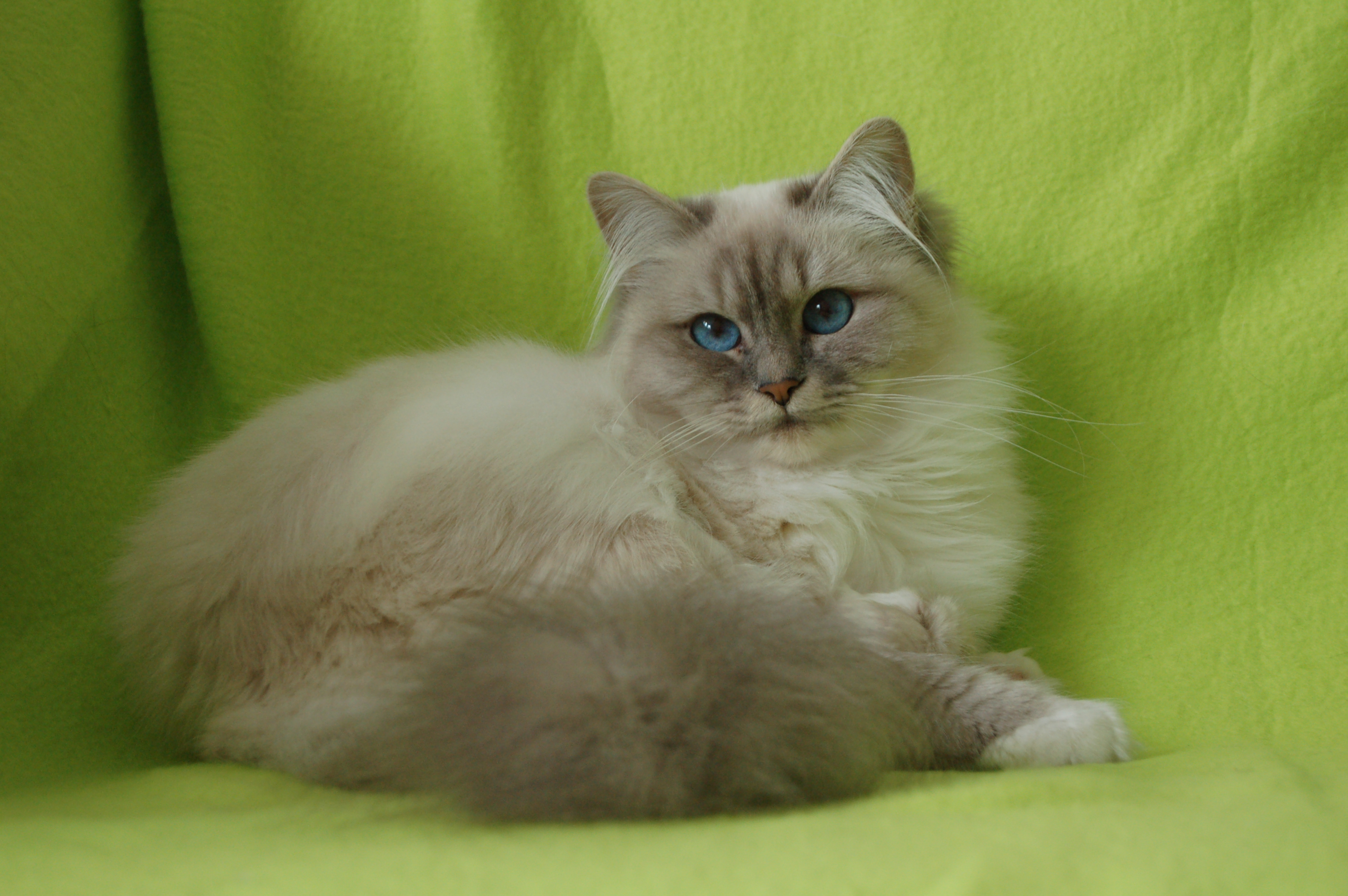
Blue tabbypoint poes

De moderne geschiedenis van de Birmaan is bijna net zo onzeker als de legende.
Volgens oudere kattenliteratuur zou een birmanenpaartje vanuit Birma naar Frankrijk zijn verscheept. Het mannetje overleefde de zeereis niet, maar het vrouwtje, Sita (volgens sommige bronnen Sitah) genaamd, zou al zwanger zijn geweest en in Frankrijk een nestje ter wereld hebben gebracht.
Vanuit dit nestje ontstaat het ras in de westerse wereld. Een van de kittens van Sita, Poupée de Madalpour, wordt in 1926 op een show in Parijs geëxposeerd door mevrouw Marcelle Adam.
Na de Tweede Wereldoorlog waren er vrijwel geen Birmanen meer over en het ras werd gereconstrueerd. Er is weinig over deze reconstructie bekend, maar vrijwel zeker is dat de colourpoint Perzische langhaar en de Siamees er deel van uit hebben gemaakt. In 1966 wordt het ras in Engeland erkend en in 1967 door de Cat Fanciers' Association (CFA).

## De rasstandaard
- Lichaam: Middelzwaar en enigszins gestrekt. De benen kort en stevig, voeten rond. De kat moet goed geproportioneerd zijn. Katers zijn steviger gebouwd dan poezen.
- Kop: Krachtige schedel met volle, ronde wangen, enigszins gewelfd voorhoofd. Middellange neus, geen stop. Stevige kin. De oren zo mogelijk klein en enigszins rond. Niet te hoog op de schedel geplaatst met enige ruimte ertussen.
- Ogen: Diepblauw, bijna rond of enigszins ovaal van vorm.
- Vacht: Lange tot halflange vacht al naargelang het gedeelte van het lichaam. Weinig ondervacht, zijdeachtige textuur. De vacht is lang op de rug en de flanken. In het gezicht is de vacht kort, wordt geleidelijk langer op de wangen. Volle halskraag is wenselijk.
- Kleur: De Heilige Birmaan heeft op het gezicht, de oren, de poten, de geslachtsdelen en de staart dezelfde aftekening als bijvoorbeeld de Siamees. De voeten zijn echter wit en moeten gelijk zijn en goed contrasteren met de lichaamskleur. De rest van de vacht is licht, de rug is goudbeige bij alle variëteiten. De kleur van de buik is zeer licht. Het volgende is fout: een puur witte of gekleurde vlek op de borst of de buik. De kleur van de points en de rest van het lichaam is slechts bij volwassen katten volledig ontwikkeld.
- Voeten: Het bijzondere van de heilige birmaan zijn de witte voeten, ook wel "handschoenen" genoemd. Het wit is volkomen zuiver; het kan ophouden aan de teenwortels of aan het gewricht, waar het niet overheen mag komen. Als het wit van de handschoenen van de voorpoten aan de zijkanten of achterkanten oploopt, is dit een fout. Op de achterpoten moet het wit op de voetzolen uitlopen in een punt of omgekeerde "V", die de helft tot drie vierde deel van de voetzool beslaat. Kortere of langere "sporen" zijn acceptabel, maar het wit mag de hiel niet passeren. Iets langere handschoenen aan de achterpoten wordt getolereerd. Belangrijk is vooral de gelijkmatigheid en de symmetrie van de handschoenen. Het wit is gelijkmatig verdeeld over beide voeten voor, of beide voeten achter, of, wat nog beter is, tussen de poten onderling.
- Staart: Van gemiddelde lengte, dun aan de wortel en dicht behaard aan het uiteinde. Knikken en knopen zijn niet toegestaan.

Opmerking: Deze standaard beschrijft, zoals het ook het geval is bij andere rassen, de perfecte uiterlijke eigenschappen. Foutloze katten zijn een uitzondering, maar fouten zijn bij de heilige birmaan snel te herkennen. Vooral onregelmatige handschoenen vallen op.
Daarom moeten voor de fok overwegend katten met de grootst mogelijke regelmatigheid van handschoenen worden geselecteerd zonder daarbij echter de overige kenmerken uit het oog te verliezen.
De schoonheid van de Heilige Birmaan is het harmonieuze totaalbeeld en daarop moet hij ook worden gekeurd.
Fouten die een titel uitsluiten:
- Witte vlekken in gekleurde gedeelten of andersom. Een witte vlek op de geslachtsdelen. Oplopen van het wit van de handschoenen aan de poten. Afwezigheid van sporen.

Puntenschaal:
- Lichaam: 20
- Kop en ogen (vorm en kleur): 20
- Kleur en aftekening: 15
- Handschoenen voor: 5
- Handschoenen achter: 5
- Sporen achter: 5
- Gelijkmatigheid: 5
- Staart: 10
- Vacht: 10
- Conditie: 5

Totaal 100

## Voorkomende kleurvariëteiten
De heilige birmaan komt voor in de volgende kleuren: sealpoint (donkerbruin), chocolatepoint (melkchocoladebruin), bluepoint (blauwgrijs), lilacpoint (licht blauwgrijs), redpoint (rood) en creampoint (lichtrood).
In alle kleurvariëteiten kunnen de volgende patronen voorkomen: tabbypoint (gestreept), tortiepoint (schildpad gevlekt) of een combinatie daarvan: tabbytortiepoint.